# 一齣戲
《一齣戲》是香港歌手陳慧琳的第四張個人粵語大碟，於1997年12月20日推出，共收錄11首歌曲。監製雷頌德曾說此專輯是陳慧琳開始改變歌路的一張唱片。此專輯亦是陳慧琳歷來專輯曲風較另類的大碟，即使專輯銷售量不及之前的專輯 (但也超過了IFPI金唱片銷量)，但其藝術性及另類風格在樂迷中獲得極高評價。

## 曲目列表

### CD
| 曲序 | 曲名                 | 作曲   | 作詞   | 編曲   | 歌曲監製 |
| 01   | 我要看齣戲           | 雷頌德 | 林夕   | 雷頌德 | 雷頌德   |
| 02   | 心太軟               | 小蟲   | 陳少琪 | 方樹樑 | 方樹樑   |
| 03   | 眼淚飄到很遠         | 單立文 | 單立文 | 單立文 | 單立文   |
| 04   | 期待                 | 雷頌德 | 周禮茂 | 雷頌德 | 雷頌德   |
| 05   | 情人說（黃耀明合唱） | 雷頌德 | 周禮茂 | 雷頌德 | 雷頌德   |
| 06   | 離開                 | 單立文 | 單立文 | 單立文 | 單立文   |
| 07   | 講不出口             | 黃尚偉 | 李敏   | 黃尚偉 | 黃尚偉   |
| 08   | 掌握                 | 鮑比達 | 古倩敏 | 鮑比達 | 鮑比達   |
| 09   | 女人韻味             | 鮑比達 | 張美賢 | 鮑比達 | 鮑比達   |
| 10   | 回情                 | 雷頌德 | 陳少琪 | 雷頌德 | 雷頌德   |
| 11   | 一齣戲               | 雷頌德 | 林夕   | 雷頌德 | 雷頌德   |

## 唱片版本
- 香港CD版
- 台灣CD版

## 音樂錄影帶
- 我要看齣戲 (電視現場版)
- 回情
- 情人說
- 心太軟 (電視版)
- 心太軟
- 回情 (電視版)

## 所獲獎項
- IFPI 金唱片獎(1997年) — 《一齣戲》
- 第二十一屆十大中文金曲頒獎典禮 — 最佳改編歌曲（心太軟） （香港電台）
- 1998年度第二屆唱片封套設計大賞 — 最佳女歌手形象獎
- 1998年度第二屆唱片封套設計大賞 — 最佳攝影獎

## 相關網站
陳慧琳官方網站